# Eremonthophagus
Eremonthophagus là một chi bọ cánh cứng thuộc họ Scarabaeidae.